# بيوت راجح (فرع العدين)

تعديل مصدري - تعديل

بيوت راجح محلة تابعة لقرية الانهوم، التابعة لعزلة بني يوسف بمديرية فرع العدين إحدى مديريات محافظة إب في الجمهورية اليمنية، بلغ تعداد سكانها 50 حسب تعداد اليمن لعام 2004.